# Амбелауанцы
Амбела́уанцы (индон. Suku Ambelau) — народность, основное население индонезийского острова Амбелау (индон. Pulau Ambelau). Относятся к восточно-индонезийской антропологической группе. Проживают также на острове Буру (индон. Pulau Buru) и некоторых других островах Малайского архипелага.
Численность, по состоянию на конец 2000-х годов, составляет около 8300 человек. С этнографической точки зрения близки большинству коренных народов острова Буру. Родным языком народности является австронезийский язык амбелау (индон. Bahasa Ambelau). По вероисповеданию мусульмане-сунниты.
Амбелауанцы островов Амбелау и Буру образуют 22 патрилинейных локализованных рода, делящихся на экзогамные линиджи.

## Расселение

Ареал расселения амбелауанцев выделен ярко-розовым цветом

Составляют абсолютное большинство населения как на Амбелау в целом, так и в отдельности в каждой из семи административно-территориальных единиц (деревень и поселений), на которые разделена территория острова. Большая часть амбелауанцев, как и других жителей острова, проживает в прибрежных районах.
Наиболее крупная община амбелауанцев за пределами Амбелау — около 700 человек — проживает на юго-востоке острова Буру в деревне Ваетава (индон. Waetawa). Её представители сохраняют высокую степень этнической идентичности и поддерживают тесные культурные, социальные и хозяйственные связи со своими соплеменниками на Амбелау. Некоторое количество амбелауанцев живет в других районах Буру, на острове Амбон, некоторых других островах индонезийской провинции Малуку, а также в столице Индонезии Джакарте.
В период нидерландской колонизации — в частности, в первой половине XVII века — значительная часть амбелауанцев была вывезена на Буру для работ на плантациях пряностей, немалое количество было истреблено.

## Язык
Родным для народности является язык амбелау (также амбелауанский), принадлежащий к центрально-молуккской ветви центрально-малайско-полинезийских языков. Язык активно используется амбелауанцами в быту и в общественной жизни как на Амбелау, так и на Буру. При этом значительная их часть на функциональном уровне владеет государственным языком Индонезии — индонезийским или же распространенном на Молуккских островах амбонском диалекте малайского языка, так называемом мела́ю амбо́н (индон. Melayu Ambon, фактически представляет собой упрощенный индонезийский язык с той или иной долей местной лексики).

## Религия
Абсолютное большинство — 94 % — амбелауанцев составляют мусульмане-сунниты, остальные представители народности являются христианами-протестантами. При этом некоторая часть сохраняет пережитки традиционных местных верований.

## Образ жизни
Амбелауанцы островов Амбелау и Буру образуют 22 патрилинейных локализованных рода, делящихся на экзогамные линиджи.
Основное занятие — сельское хозяйство. Гористый рельеф и каменистые почвы Амбелау затрудняют развитие традиционного для этой части Индонезии рисоводства. На сравнительно небольших участках плодородной почвы, в основном на побережье, выращиваются кукуруза, саго, батат, какао, кокосовая пальма, а также пряности — гвоздика и мускатный орех.
Распространена охота, главным образом на дикую свинью бабируссу. Рыболовство развито не везде (наиболее значительно — в деревнях Масавой и Улима на Амбелау), основной промысловый вид — тунец.
Некоторое количество амбелауанцев, проживающих на Амбелау, регулярно работает на Буру, главным образом, на производстве саго.
Традиционные жилища — каркасные дома из бамбука, часто на сваях. Крыши кроются пальмовыми листьями или тростником, с середины XX века всё большее распространение получает черепица.
Национальный костюм амбелауанцев по фасону сходен с одеждой большинства народов Индонезии — саронг и длиннополая рубаха у мужчин, саронг и более короткая кофта у женщин. Однако традиционные цветовые предпочтения в одежде достаточно своеобразны — в частности, в праздничных нарядах преобладают различные оттенки красного. Кроме того, праздничный наряд предполагает достаточно своеобразные головные уборы — у мужчин остроконечный колпак с плюмажем, у женщин повязка с плюмажем.